# Corriere di Catania
Il Corriere di Catania è stato un giornale quotidiano fondato nel dicembre del 1950 dal giornalista siciliano Giuseppe Longhitano, fino a pochi mesi prima condirettore del quotidiano Corriere di Sicilia, e diretto fino al 18 dicembre 1951 da Francesco Privitera e quindi dallo stesso Longhitano.
Il giornale, che nel nome si collega a un omonimo foglio locale nato nel 1878 di tendenza democratica, ebbe vita piuttosto breve, cessando le pubblicazioni il 14 dicembre 1953.